# Bylo, nebylo
Bylo, nebylo (v anglickém originále Once Upon a Time) je americký fantastický televizní seriál, jehož autory jsou Edward Kitsis a Adam Horowitz. Premiérově byl vysílán v letech 2011–2018 na stanici ABC, celkově vzniklo 156 dílů v sedmi řadách. Seriál se věnuje různým pohádkovým postavám, které byly mocnou kletbou přemístěny do reálného světa a zbaveny svých vzpomínek.
V letech 2013–2014 byl vysílán odvozený seriál Once Upon a Time in Wonderland.

## Příběh
Prvních šest řad se odehrává ve fiktivním přímořském městečku Storybrooke v Maine, jehož obyvatelé jsou různé pohádkové postavy. Do reálného světa byli přivedeni pomocí kletby, kterou na ně uvalila Zlá královna Regina (Lana Parrilla) s pomocí Rampelníka (Robert Carlyle). Toto kouzlo je zároveň zbavilo jejich původních vzpomínek. Regina je starostkou Storybrooku, přičemž jeho obyvatelé nestárnou a žijí v této podobě už 28 let, aniž by si tuto zvláštnost uvědomovali. Jejich jedinou nadějí je Emma Swanová (Jennifer Morrison), dcera Sněhurky (Ginnifer Goodwin) a prince Krasoně (Josh Dallas), která byla přemístěna do reálného světa už jako novorozenec, a je tak jediná, kdo může kletbu zrušit a přivést tak postavám zpátky jejich vzpomínky. Pomáhá jí při tom její syn Henry (Jared S. Gilmore), kterého po jeho narození dala k adopci (jeho adoptivní matkou je právě Regina). Henry ji vyhledá a předá Knihu pohádek, která je klíčem ke zrušení kletby.
Seriál začíná přerušením svatby Sněhurky a prince Krasoně Zlou královnou, která jim oznámí, že vytvořila kletbu, díky které nikdo nezažije šťastný konec. Většina pohádkových postav je přesunuta do městečka Storybrooke a jsou jim odebrány jejich vzpomínky a identity. Emmu Swanovou, dceru Sněhurky a prince Krasoně, přivede na její 28. narozeniny do Storybrooku její biologický syn Henry Mills, který doufá, že právě ona zlomí kletbu, kterou na městečko uvalila jeho adoptivní matka, Zlá královna Regina.
I přes to, že Emma kletbu zruší, se postavy do svého pohádkového světa nevrátí a ve druhé řadě se musí vypořádat se svými dvojími identitami. S příchodem magie do Storybrooku se osudy dvou světů propojí. Přichází nové hrozby, jako kapitán Hook (Colin O'Donoghue) nebo Reginina matka Cora (Barbara Hershey), známá jako Srdcová královna.
V první části třetí řady postavy cestují do Země Nezemě, aby zachránily Henryho, kterého unesl Petr Pan (Robbie Kay). Jeho plánem bylo od Henryho získat „Srdce pravého věřícího“. Jejich boj s mocí Petra Pana pokračuje ve Storybrooku, což v konečném výsledku zlomí původní Regininu kletbu. Všechny postavy se vrátí do svých původních světů, takže Emma a Henry skončí v New Yorku. V druhé části třetí řady jsou postavy záhadně přivedeny zpátky do Storybrooku se vzpomínkami, které jim byly odebrány. Prohnaná čarodějnice ze Západu (Rebecca Mader) přijde s plánem, jak změnit minulost. Emma tak opět musí přijít a zachránit svoji rodinu.
V závěru třetí řady přicestuje náhodně do Storyboorku Elsa (Georgina Haig), která s pomocí hlavních postav hledá svou sestru Annu (Elizabeth Lail). Setkají se s její tetou, Sněhovou královnou (Elizabeth Mitchell). Mezitím je Regina odhodlaná nalézt autora pohádkové knihy, aby mohla zažít svůj šťastný konec. Ale poté, co je pan Gold Bellou vyhoštěn ze Storybrooku, protože jí a všem ostatním lhal, vrátí se s Cruellou De Vill (Victoria Smurfit), Zlobou (Kristin Bauer van Straten) a Uršulou (Merrin Dungey) a má svůj vlastní plán, jak přepsat vládnoucí pravidla o osudech všech hrdinů a padouchů. Henry a Emma musí obnovit realitu a pravdu, než se přehozená inverze stane trvalou.
V páté řadě se postavy vydají na výpravu do Kamelotu, aby našli kouzelníka Merlina (Elliot Knight), jenž má vysvobodit Emmu od starověké temnoty, která hrozí, že všechno zničí. To ještě komplikuje král Artuš (Liam Garrigan), který je předurčený k tomu, aby nastavil rovnováhu mezi světlou a temnou magií s pomocí legendárního meče Excaliburu. Nečekané následky pak čekají postavy v podsvětí, kde se setkají s dušemi mrtvých s nedořešenými záležitostmi, a také Hádem (Greg German).
Šestá řada se věnuje obraně Storybrooku před hrozbou, kterou představuje pan Hyde (Sam Witwer) a Zlá královna.
Sedmá řada se odehrává o mnoho let později. Lucy (Alison Fernandez) se vydá do Seattlu, v jehož čtvrti Hyperion Heights musí najít svého otce Henryho Millse (Andrew J. West). Kvůli nové kletbě zde ale začne nový konflikt, který zahrnuje i Cinderellu (Dania Ramirez) a Lady Tremaine (Gabrielle Anwar).

## Obsazení
- Ginnifer Goodwin (český dabing: Klára Jandová) jako Sněhurka (v originále Snow White) / Mary Margaret Blanchardová (1.–6. řada, jako host v 7. řadě)
- Jennifer Morrison (český dabing: Tereza Chudobová) jako Emma Swanová (1.–6. řada, jako host v 7. řadě)
- Lana Parrilla (český dabing: Dana Morávková) jako Zlá královna (v originále Evil Queen) / Regina Millsová / Roni
- Josh Dallas (český dabing: Josef Pejchal) jako princ Krasoň (v originále Prince Charming) / David Nolan (1.–6. řada, jako host v 7. řadě)
- Jared S. Gilmore (český dabing: Jan Köhler) jako Henry Mills (1.–6. řada, jako host v 7. řadě)
- Andrew J. West jako Henry Mills (7. řada, jako host v 6. řadě)
- Raphael Sbarge (český dabing: Jakub Saic) jako Jiminy Cvrček (v originále Jiminy Cricket) / Archie Hopper (1. řada, jako host ve 2.–4. a 6.–7. řadě)
- Jamie Dornan (český dabing: Marek Holý) jako Lovec (v originále Huntsman) / šerif Graham Humbert (1. řada, jako host ve 2. řadě)
- Robert Carlyle (český dabing: Jiří Dvořák) jako Rampelník (v originále Rumplestiltskin) / pan Gold
- Eion Bailey (český dabing: Filip Švarc) jako Pinocchio / August Wayne Booth (1. řada, jako host ve 2., 4. a 6. řadě)
- Emilie de Ravin (český dabing: Milada Vaňkátová) jako Belle / Lacey (2.–6. řada, jako host v 1. a 7. řadě)
- Meghan Ory (český dabing: Pavlína Kostková Dytrtová) jako Červená karkulka (v originále Red Lucas) / Ruby (2. řada, jako host v 1., 3. a 5. řadě)
- Colin O'Donoghue (český dabing: Libor Bouček) jako kapitán Hook / Killian Jones (2.–6. řada, jako host v 7. řadě) a jako Hook / Rogers (7. řada, jako host v 6. řadě)
- Michael Raymond-James (český dabing: Martin Sobotka) jako Baelfire / Neal Cassidy (3. řada, jako host ve 2. a 5. řadě)
- Michael Socha (český dabing: Ivo Novák) jako Will Scarlet (4. řada)
- Rebecca Mader (český dabing: Lucie Benešová) jako Zlá čarodějnice ze západu (v originále Wicked Witch of the West) / Zelena (5.–6. řada, jako host ve 3., 4. a 7. řadě)
- Sean Maguire (český dabing: Filip Jančík) jako Robin Hood (5. řada, jako host ve 3., 4., 6. a 7. řadě)
- Dania Ramirez jako Ella / Jacinda (7. řada)
- Gabrielle Anwar jako Lady Tremaine / Rapunzel (7. řada)
- Alison Fernandez jako Lucy (7. řada, jako host v 6. řadě)
- Mekia Cox jako královna Tiana (7. řada)

## Produkce

### Koncepce
Adam Horowitz a Edward Kitsis vytvořili návrh seriálu Bylo, nebylo v roce 2004, tedy ještě předtím než se připojili k seriálu Ztraceni. Chtěli ale s novým pořadem počkat a soustředit se na jeden projekt. Osm let před vznikem pilotního dílu se dvojice inspirovala a začala psát pohádky. Základní premisou pro ně bylo přesunout Sněhurku do reálného světa, podobně jako tomu bylo v seriálu The Charmings z roku 1980. Pilot prodali na podzim 2010 stanici ABC.

### Casting
Do role Sněhurky byla na jaře 2011 obsazena Ginnifer Goodwin, která ocenila, že bude hrát silnou postavu. Herečka dokončila práci na seriálu Big Love a hledala nový projekt. Tvůrci seriálu poznamenali, že na ni jako Sněhurku mysleli už dávno před castingem. Josh Dallas byl obsazen do role prince Krasoně a byl nadšen, že tvůrci princovi přidali trošku dramatu do jeho života, protože se tak stal reálnějším.
Do role Emmy Swanové byla obsazena Jennifer Morrison. Desetiletý Jared Gilmore získal roli Henryho a roli Zlé královny Reginy získala Lana Parrilla, která vysvětila, že její postava má dvě tváře. Robert Carlyle získal roli Rampelníka, ačkoliv si tvůrci mysleli, že herec roli nepřijme. Postava Modré víly byla nabídnuta zpěvačce Lady Gaga, ale nikdo z jejího manažerského týmu se neozval.
Do druhé série byly role Meghan Ory (Ruby/Červené karkulka) a Emilie de Ravin (Lacey/Belle) povýšeny na hlavní postavy. Novými vedlejšími postavami se stali princezna Aurora / Šípková Růženka, kterou hraje Sarah Bolger, princ Phillip (Julain Morris), Mulan (Jamie Chung) a kapitána Hook (Colin O'Donoghue), který byl od 14. epizody povýšen na hlavní postavu.
Ve třetí řadě byl na hlavní postavu povýšen Neal Cassidy (Michael Raymond-James), syn Rampelníka. Také bylo oznámeno, že Meghan Ory se do Bylo, nebylo už v hlavní roli nevrátí, protože byla obsazena do seriálu Kyberagent.
Dne 1. dubna 2014 bylo oznámeno, že Michael Socha bude hrát v seriálu postavu Willa Scarletta, kterou předtím ztvárnil ve spin-offu Once Upon a Time in Wonderland. Dne 1. července 2014 bylo oznámeno, že Elizabeth Lail a Scott Michael Foster získali role Anny a Kristoffa. O dva dny později připadla role Elsy Georgině Haig.

### Natáčení
Seriál se natáčí v kanadském Vancouveru. Pro exteriéry Storybrooku byl využíván blízký Stevenson, část města Richmond.

### Hudba
Tvůrcem úvodní znělky i hudby pro seriál je Mark Isham. Dne 1. května 2012 vyšlo soundtrackové album s 25 skladbami z první řady. Album z druhé série, taktéž s 25 skladbami, vyšlo 13. srpna 2013. Alba vydalo vydavatelství Intrada Records.

## Vysílání
| Řada | Díly | Premiéra v USA | Premiéra v USA  | Premiéra v ČR     | Premiéra v ČR     |
| Řada | Díly | První díl      | Poslední díl    | První díl         | Poslední díl      |
| ---- | ---- | -------------- | --------------- | ----------------- | ----------------- |
| 1    | 22   | 23. října 2011 | 13. května 2012 | 30. prosince 2015 | 28. ledna 2016    |
| 2    | 22   | 30. září 2012  | 12. května 2013 | 29. ledna 2016    | 29. února 2016    |
| 3    | 22   | 29. září 2013  | 11. května 2014 | 1. března 2016    | 30. března 2016   |
| 4    | 23   | 28. září 2014  | 10. května 2015 | 31. března 2016   | 2. května 2016    |
| 5    | 23   | 27. září 2015  | 15. května 2016 | 27. června 2018   | 27. července 2018 |
| 6    | 22   | 25. září 2016  | 14. května 2017 | 30. července 2018 | 28. srpna 2018    |
| 7    | 22   | 6. října 2017  | 18. května 2018 | 14. června 2022   | 14. června 2022   |

V neděli 23. října 2011 měl na stanici ABC premiéru pilotní díl. Další epizody byly vysílány každou neděli ve 20:00 místního času s občasnými týdenními přestávkami. V listopadu objednala ABC dalších devět epizod seriálu, tudíž celkový počet dílů první série stoupl na 22. Poslední díl první řady se objevil na obrazovkách 13. května 2012.
Dne 10. května 2012 byla oficiálně potvrzena druhá série Bylo, nebylo. Přesně o rok později byla oznámena třetí řada a zároveň s ní i první řadu spin-offu s názvem Once Upon a Time in Wonderland. Čtvrtá série byl potvrzena 8. května 2014, pátá 7. května 2015, šestá 3. března 2016 a sedmá 11. května 2017. Dne 6. února 2018 oznámila stanice, že právě vysílaná sedmá řada bude poslední. Závěrečný díl seriálu byl odvysílán 18. května 2018.
Seriál byl již krátce po svém zahájení prodán do více než 190 zemí. V Česku je vysílán od 30. prosince 2015 na stanici Prima Cool.